# Farhan Mohammed
Farhan Jassim Mohammed (ar. فرحان جاسم محمد; ur. 1957) – iracki zapaśnik walczący w obu stylach. Olimpijczyk z Seulu 1988, gdzie zajął dwunaste miejsce w wadze superciężkiej.
Srebrny medalista igrzysk azjatyckich w 1982 i 1986; czwarty w 1978. Triumfator igrzysk panarabskich w 1985, a także mistrzostw Azji w 1987. Wygrał mistrzostwa arabskie w 1983 i drugi w 1979. Wojskowy mistrz świata w 1979 roku i trzeci w 1988 roku.

## Letnie Igrzyska Olimpijskie 1988
| Konkurencja           | Rundy eliminacyjne     | Rundy eliminacyjne      | Klas. końcowa |
| Konkurencja           | Przeciwnik I           | Przeciwnik II           | Miejsce       |
| --------------------- | ---------------------- | ----------------------- | ------------- |
| 130 kg styl klasyczny | Kazuya Deguchi (JPN) P | Hasan al-Haddad (EGY) P | 12.           |